# En companyia de llops
En companyia de llops (títol original: The Company of Wolves) és una pel·lícula britànica de Neil Jordan estrenada l'any 1984.
Aquesta pel·lícula s'inspira en diferents contes: La Caputxeta Vermella de Charles Perrault o dels germans Grimm principalment, així com Barbablava, La bella i la bèstia, El gat amb botes, etc. Ha estat doblada al català.

## Argument
La jove Rosaleen somnia que viu en un bosc de conte de fades amb els seus pares i la seva germana. Aquesta és morta per llops i, mentre els seus pares fan el dol, Rosaleen va a viure amb la seva àvia, una vella dona supersticiosa que la posa en guàrdia contra els homes que tenen les celles juntes. Poc després, la ramaderia del poble és atacada per un llop. Els vilatans van a acorralar-ho però, un cop mort, el cos del llop es torna humà.

## Repartiment
- Sarah Patterson: Rosaleen
- Angela Lansbury: l'àvia
- David Warner: el pare
- Tusse Silberg: la mare
- Micha Bergese: el cassador
- Graham Crowden: el vell sacerdot
- Kathryn Pogson: la jove casada
- Stephen Rea: el jove casat
- Georgia Slowe: Alice
- Shane Johnstone: el noi enamorat
- Brian Glover: el pare del noi enamorat
- Susan Porrett: la mare del noi enamorat
- Dawn Archibald: la bruixa
- Richard Morant: el ric casat
- Danielle Dax: la dona-llop

## Al voltant de la pel·lícula
- El rodatge s'ha desenrotllat a Burnham Beeches, així com als productora s de Shepperton.
- A destacar, una petita aparició de Terence Stamp, en el paper no acreditat del dimoni.

## Premis
- Premi a la millor pel·lícula, millors efectes especials (Christopher Tucker) i de la crítica internacional, en el Festival internacional de la pel·lícula de Catalunya el 1984.
- Nominació al Gran Premi, en el Festival internacional de cinema fantàstic d'Avoriaz el 1985.
- Nominació al  premi als millors decorats, millor vestuari, millor maquillatge (Jane Royle, Christopher Tucker) i millors efectes especials (Christopher Tucker, Alan Whibley), en els premis BAFTA l'any 1985.
- Esment especial, en el Fantafestival l'any 1985.
- Premi a la millor pel·lícula, premi del jury, premi de la crítica i premi als millors efectes especials, en el festival Fantasporto l'any 1985.